# În beznă (film)

În beznă (în limba polonă, W ciemności ) – film polonez, apărut în anul 2011, în regia Agnieszkăi Holland. Este ecranizarea poveștii „In The Sewers of Lvov”, de Robert Marshall. Se bazează și pe mărturiile uneia dintre eroinele filmului, Krystyna Chiger, din cartea Dziewczynka w zielonym sweterku.
Premiera fimului a avut loc pe 2 septembrie 2011 în cadrul celei de-a 38-a ediții a Festivalului de Film din Telluride. A fost prezentat și în cadrul Festivalului de Film din Toronto, pe 11 septembrie 2011. În Polonia, a fost difuzat pe 9 septembrie 2011, în cinematograful varșovian „Kultura”. 
Filmul În beznă a fost nominalizat la Oscar, la categoria Premiul Oscar pentru cel mai bun film străin. 

## Subiectul filmului
Filmul prezintă povestea inspirată din fapte reale a Krystynei Chiger, având ca punct de plecare cartea autobiografică Dziewczynka w zielonym sweterku. Prin urmare, filmul urmărește povestea familiei Chiger și a altor evrei, care se ascund timp de 14 luni în canalele din Lwów.

## Distribuția
- Robert Więckiewicz − Leopold Socha
- Kinga Preis − Wanda Socha
- Agnieszka Grochowska − Klara Keller
- Maria Schrader − Paulina Chiger
- Herbert Knaup − Ignacy Chiger
- Marcin Bosak − Yanek Grossmann
- Benno Fürmann − Mundek Margulies
- Krzysztof Skonieczny – Szczepek Wróblewski
- Julia Kijowska – Chaja
- Michał Żurawski − Bortnik
- Piotr Głowacki − Icek Frenkiel
- Filip Garbacz − Chłopak
- Weronika Rosati – Femeia cu copilul
- Joachim Paul Assböck – Nowak
- Milla Bankowicz − Krystyna Chiger
- Oliwer Stańczak − Paweł Chiger
- Alexandre Levit − Kovalev
- Frank-Michael Köbe − Wilhaus

## Producția
Filmările au început pe 25 ianuarie 2010 și s-au terminat pe 1 aprilie. Au avut loc în Łódź, Varșovia, Berlin și Lipsk. Au fost finanțate de Polski Instytut Sztuki Filmowej și Łódzki Fundusz Filmowy.

## Nominalizări și premii
Oscar 2012
- nominalizare:Premiul Oscar pentru cel mai bun film străin

Academia Europeana de Film 2012
- nominalizare: Premiul publicului pentru cel mai bun film

Polskie Nagrody Filmowe 
- premiu: Cel mai bun actor în rol principal − Robert Więckiewicz
- premiu: Cea mai bună actriță în rol secundar − Kinga Preis
- premiu: Cele  − Jolanta Dylewska
- nominalizare: Cel mai bun film − Agnieszka Holland
- nominalizare: Cea mai bună regizare − Agnieszka Holland
- nominalizare: Cel mai bun scenariu − David F. Shamoon
- nominalizare: Cea mai bună actriță în rol principal − Agnieszka Grochowska
- nominalizare: Cea mai bună coloană sonoră − Antoni Łazarkiewicz
- nominalizare: Cea mai bună scenografie − Marcel Sławiński, Katarzyna Sobańska i Erwin Prib
- nominalizare: Cele mai bune costume − Katarzyna Lewińska i Anna Jagna Janicka

Premiul Genie
- nominalizare: Cea mai bună adaptare de scenariu − David F. Shamoon
- nominalizare: Cel mai bun montaj − Mike Czarnecki
- nominalizare: Cele mai bune efecte − Daniel Pellerin, John Sievert, Geoff Raffan, Jan Rudy, Jeremy MacLaverty i James Mark Stewart

Broadcast Film Critics Association Awards
- nominalizare: Cel mai bun film străin − Agnieszka Holland

Festivalul de Film Polonez din Chicago 
- premiu: Premiul Publicului − Agnieszka Holland

Festivalul Internațional de Film din Mar del Plata
- premiu: Premiul publicului − Agnieszka Holland

Festivalul Internațional de Film din Valladolid
- premiu: Cea mai bună regizare − Agnieszka Holland

Festivalul Internațional de Film din Saint Louis * 
- premiu: Premiul publicului − Agnieszka Holland

Festivalul Internațional de Film din Dublin
- nominalizare: Cel mai bun film străin − Agnieszka Holland